# San Isidro (Heredia)
San Isidro es el distrito primero y ciudad cabecera del cantón de San Isidro, en la provincia de Heredia, Costa Rica.

## Toponimia
El origen del nombre del distrito y posteriormente del cantón se remonta a 1861, cuando se erigió la ermita dedicada a San Isidro Labrador, el cual se le otorgó inicialmente al barrio y luego al distrito cuando se estableció; por consiguiente se conservó nombre al crearse el cantón en 1905.

## Geografía
San Isidro cuenta con un área de 2,67 km² y una altitud media de 1360 m s. n. m.

## Demografía
Para el año 2022, San Isidro cuenta con una población estimada de 6965 habitantes, y para el último censo efectuado, en 2011, San Isidro contaba con una población de 6113 habitantes.

## Transporte

### Carreteras
Al distrito lo atraviesan las siguientes rutas nacionales de carretera:
- Ruta nacional 112
- Ruta nacional 116

## Localidades
El distrito, ubicado a 8 km al este de la ciudad de Heredia, en sus inmediaciones se encuentra la Cordillera Volcánica Central y el Parque nacional Braulio Carrillo (sectores del Paso de la Palma, Bajo de la Hondura y el cerro Zurquí). 
El distrito también incluye los poblados de Aguacate, Barrio Socorro, La Cooperativa, Quebradas (parte), Santa Cruz, Barrio San Bosco, San Francisco.

## Imágenes

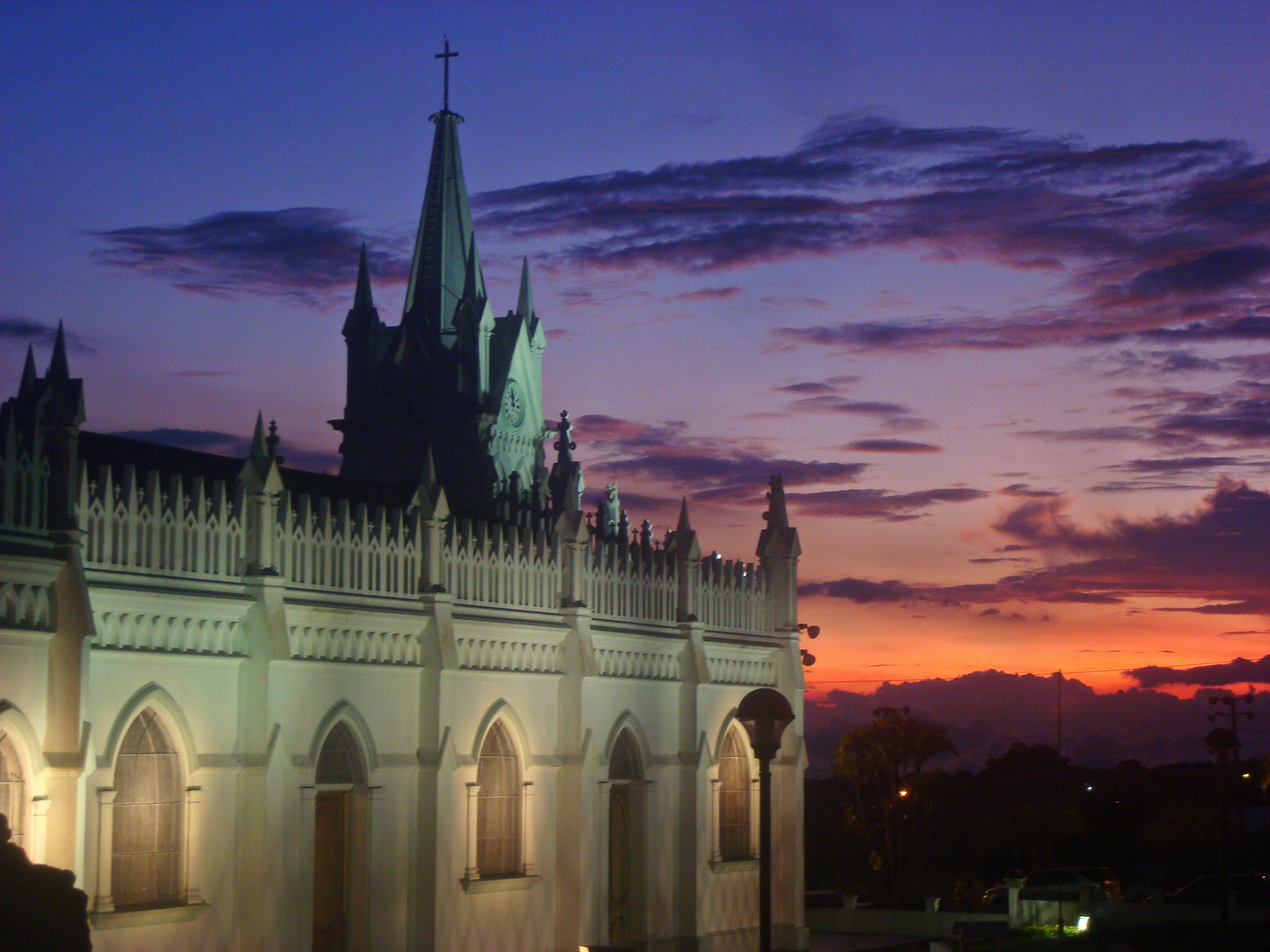
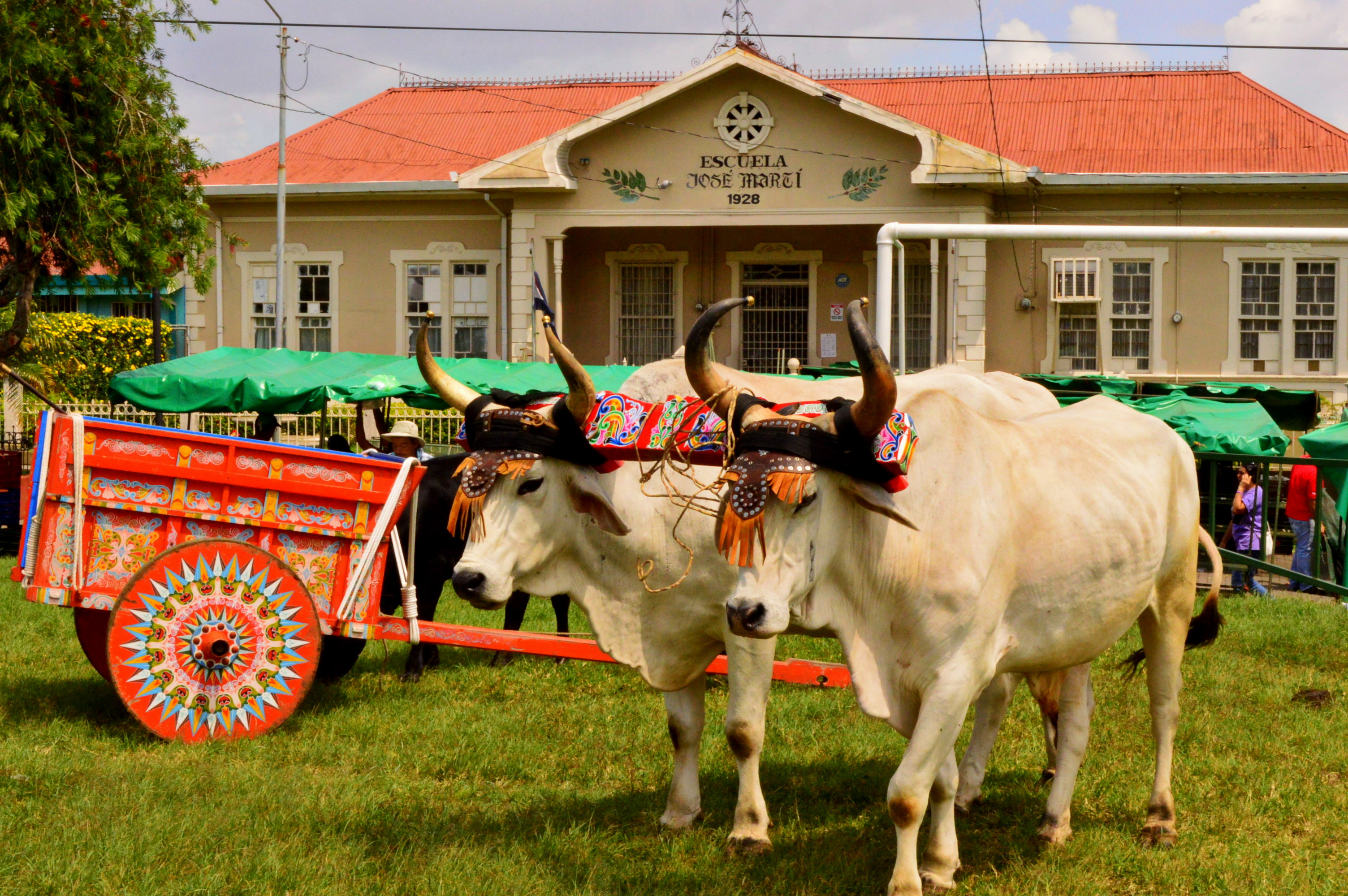
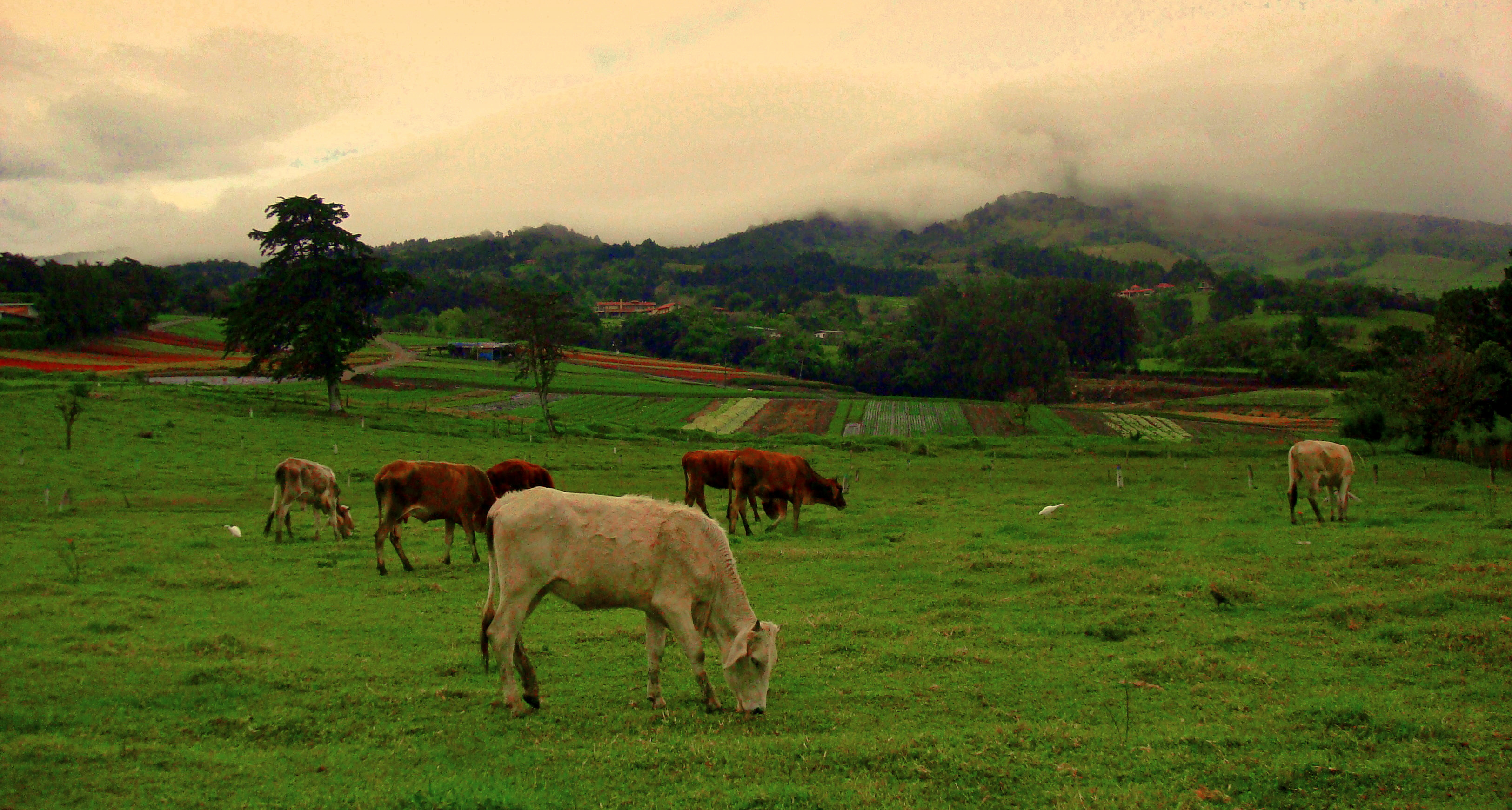
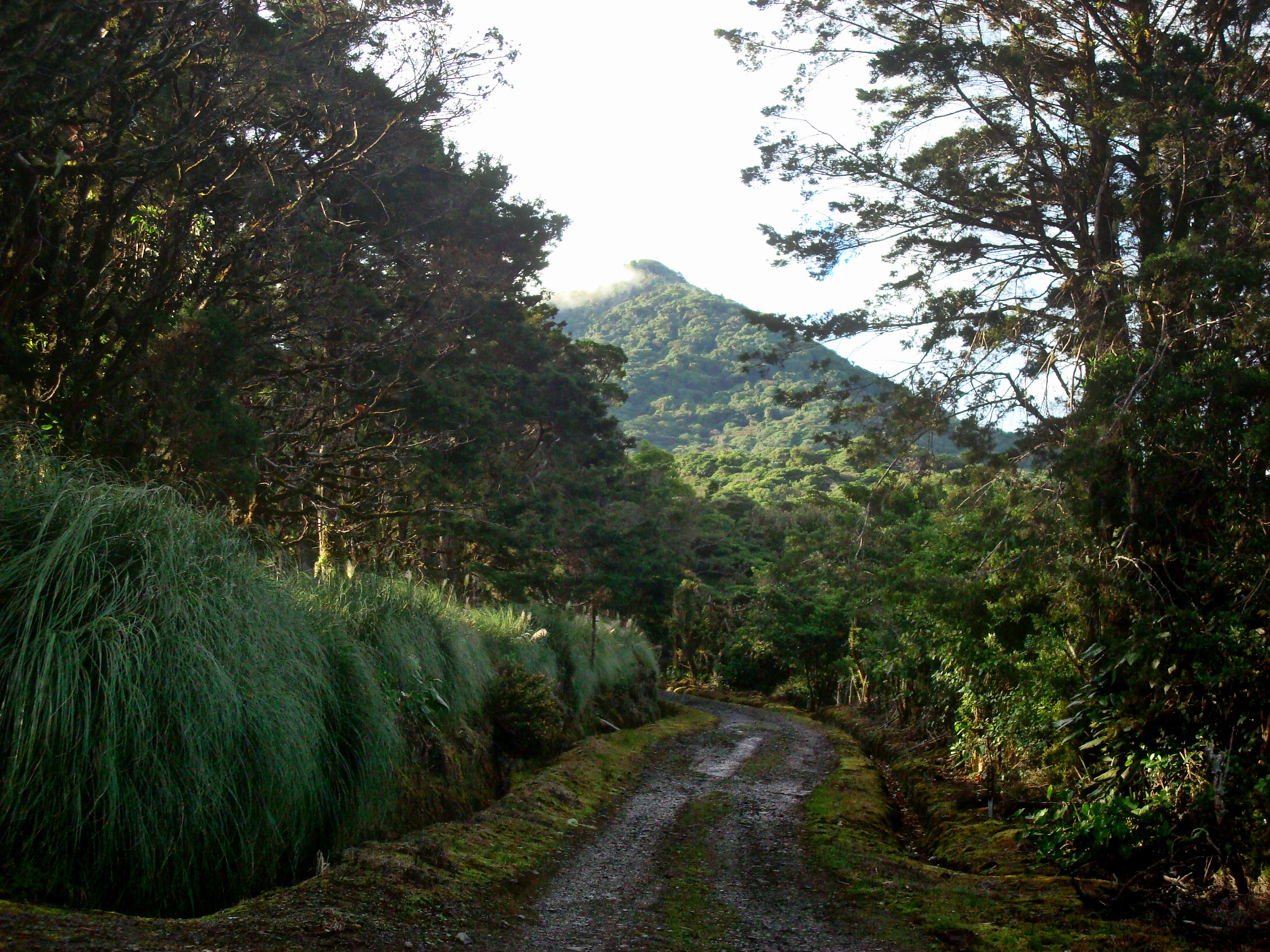